# Борисовка (Єманжелинський район)
Борисовка (рос. Борисовка) — селище у Єманжелинському районі Челябінської області Російської Федерації.
Входить до складу муніципального утворення Єманжелинське міське поселення. Населення становить 709 осіб (2010).

## Географія

### Клімат
| Клімат Борисовки          | Клімат Борисовки | Клімат Борисовки | Клімат Борисовки | Клімат Борисовки | Клімат Борисовки | Клімат Борисовки | Клімат Борисовки | Клімат Борисовки | Клімат Борисовки | Клімат Борисовки | Клімат Борисовки | Клімат Борисовки | Клімат Борисовки |
| Показник                  | Січ.             | Лют.             | Бер.             | Квіт.            | Трав.            | Черв.            | Лип.             | Серп.            | Вер.             | Жовт.            | Лист.            | Груд.            | Рік              |
| Середній максимум, °C     | −11,8            | −10,1            | −2,3             | 9,8              | 18,9             | 23,7             | 25,4             | 22,7             | 16,6             | 6,6              | −2,8             | −8,8             | 7                |
| Середня температура, °C   | −15,9            | −14,7            | −7,2             | 4,5              | 12,3             | 17,4             | 19,5             | 16,7             | 11,1             | 2,6              | −6,4             | −12,5            | 2                |
| Середній мінімум, °C      | −20              | −19,3            | −12,1            | −0,8             | 5,8              | 11,1             | 13,6             | 10,8             | 5,7              | −1,3             | −9,9             | −16,2            | −2               |
| Норма опадів, мм          | 20               | 16               | 15               | 27               | 43               | 58               | 87               | 53               | 39               | 37               | 26               | 24               | 445              |
| ------------------------- | ---------------- | ---------------- | ---------------- | ---------------- | ---------------- | ---------------- | ---------------- | ---------------- | ---------------- | ---------------- | ---------------- | ---------------- | ---------------- |
| Джерело: climate-data.org |                  |                  |                  |                  |                  |                  |                  |                  |                  |                  |                  |                  |                  |

## Історія
Від 1931 року належить до Єманжелинського району Челябінської області.
Згідно із законом від 28 жовтня 2004 року органом місцевого самоврядування є Єманжелинське міське поселення.

## Населення
| 2002 | 2010 |
| ---- | ---- |
| 637  | ↗709 |